# Hollidaysburg
Hollidaysburg és una població dels Estats Units a l'estat de Pennsilvània. Segons el cens del 2000 tenia 5.368 habitants.

## Demografia
Segons el cens del 2000, Hollidaysburg tenia 5.368 habitants, 2.224 habitatges, i 1.349 famílies. La densitat de població era de 874,5 habitants per quilòmetre quadrat.
Dels 2.224 habitatges en un 26% hi vivien nens de menys de 18 anys, en un 45,7% hi vivien parelles casades, en un 12% dones solteres, i en un 39,3% no eren unitats familiars. En el 35,3% dels habitatges hi vivien persones soles el 16,7% de les quals corresponia a persones de 65 anys o més que vivien soles. El nombre mitjà de persones vivint en cada habitatge era de 2,21 i el nombre mitjà de persones que vivien en cada família era de 2,88.
Per edats la població es repartia de la següent manera: un 20,5% tenia menys de 18 anys, un 7,9% entre 18 i 24, un 26,8% entre 25 i 44, un 23,1% de 45 a 60 i un 21,7% 65 anys o més.
L'edat mediana era de 42 anys. Per cada 100 dones de 18 o més anys hi havia 86,8 homes.
La renda mediana per habitatge era de 36.758 $ i la renda mediana per família de 43.209 $. Els homes tenien una renda mediana de 33.315 $ mentre que les dones 24.627 $. La renda per capita de la població era de 20.634 $. Entorn del 5,5% de les famílies i el 8,8% de la població estaven per davall del llindar de pobresa.

## Poblacions més properes
El següent diagrama mostra les poblacions més properes.